# Juan de Montalvo
Juan de Montalvo (Toledo, 1515- Santafé,1597) fue un militar español.Fue alcalde de Bogotá  en tres ocasiones entre 1568 y 1569, en 1574 y en 1582.

## Biografía
Hijo de Pedro Montalvo y María Galaz.
Estuvo desde muy joven en América, formó parte del ejército de Gonzalo Jiménez de Quesada, luego acompañó a Hernán Pérez de Quesada.
Se estableció en Santafé donde había adquirido alguna hacienda, fue mayordomo de la ciudad, teniente gobernador de La Palma. 
Fue alguacil de Santafé en 1564,alcalde ordinario entre 1568 y 1569, en 1574 y en 1582.
Además fue encargado de defender el Nuevo Reino de Granada ante las incursiones del corsario inglés Francis Drake.
Su esposa, Elvira Gutiérrez, fue la primera que amasó pan en Santafé y una de las primeras que se atrevieron a subir hasta la Sabana. Montalvo murió en el ejercicio de sus funciones, de edad muy avanzada.